# Orphir Church

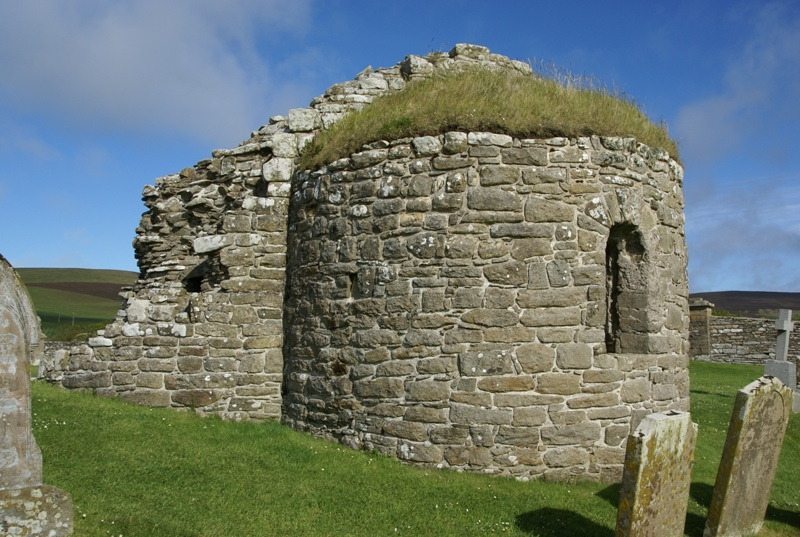
Orphir Church vanuit het zuidoosten.

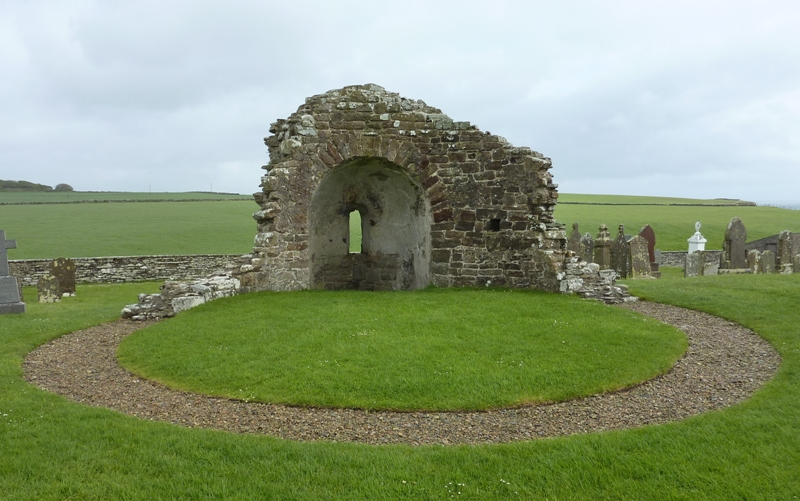
Orphir Church gezien vanuit het westen. Met grind is de plaats van de muur van het schip aangegeven.

Orphir Church, ook St Nicholas's Church genoemd, is (de ruïne van) een twaalfde-eeuwse kerk, staande in Orphir op Mainland (Orkney) in Schotland. Het is de enige overgebleven ronde, middeleeuwse kerk in Schotland.

## Geschiedenis
Orphir Church werd gebouwd in de eerste helft van de twaalfde eeuw en was gewijd aan Sint Nicolaas. De vorm van de kerk is uiteindelijk afkomstig van de Heilig Grafkerk in Jeruzalem. In deze tijd vonden de kruistochten plaats en menig kruisvaarder kwam op het idee om een kerk te bouwen die een kopie was van de Heilig Grafkerk. Het was vermoedelijk jarl Haakon Paulsson (overleden in 1122 of 1123) die de kerk liet bouwen. Hij was tussen 1116 en 1118 op pelgrimage naar Jeruzalem geweest om boete te doen voor de moord op Sint Magnus en had zijn residentie in Orphir. Orphir Church wordt in hoofdstuk 66 van de Orkneyinga saga beschreven als een prachtige kerk, gelegen naast een grote drinkhal.
Orphir Church bleef vrijwel ongeschonden tot de tweede helft van de 18e eeuw. Twee derde van de stenen van de kerk werden in 1757 hergebruikt bij de bouw van een nieuwe parochiekerk. Deze parochierkerk lag deels over de oude Orphir Church heen, totdat de parochiekerk later zelf werd afgebroken.

## Bouw
Orphir Church had een ronde plattegrond met een diameter van 7,1 meter. Aan de oostzijde bevindt zich een apsis van 2,2 meter lang. In de apsis bevindt zich aan de oostzijde een raam met een ronde boog. Onder het raam is er ruimte voor een altaar. Twee kleine rechthoekige ramen zijn vermoedelijk latere toevoegingen.
Het ronde schip zou een gewelfd plafond hebben gehad met centraal een raam erin. In het overgebleven fragment van de muur van het schip aan de zuidoostelijke zijde bevindt zich een klein raam, vermoedelijk een latere toevoeging.

## Beheer
Orphir Church wordt beheerd door Historic Scotland net als het nabijgelegen Earl's Bu.